# Estiva Gerbi (kommun)
Estiva Gerbi är en kommun i Brasilien.   Den ligger i delstaten São Paulo, i den sydöstra delen av landet, 700 km söder om huvudstaden Brasília. Antalet invånare är 10 044.
Följande samhällen finns i Estiva Gerbi:
- Estiva Gerbi

Omgivningarna runt Estiva Gerbi är en mosaik av jordbruksmark och naturlig växtlighet. Runt Estiva Gerbi är det ganska tätbefolkat, med 172 invånare per kvadratkilometer.